# MÁV Árpád típus
A Ganz vállalat által gyártott, a MÁV Árpád típusú motorkocsijai Magyarország első gyorssínautóbusz-típusa volt. A négytengelyű, kizárólag első osztályú helyekkel ellátott gyorssínautóbuszok az 1934. évi menetrendi fordában (járműfordulóterv) Budapest–Bécs távolságot – egy győri megállással –  közel három óra alatt tették meg. (A vonalon a háromórás menetidőt 2009-ben sikerült újra elérni a Railjet vonatok bevezetésével.) A motorkocsik végsebessége 110 km/h volt, amit egy 220 lóerő névleges és 275 lóerő maximális teljesítményű, új tervezésű, Ganz–Jendrassik VI JaR 170/220 típusú dízelmotor tett lehetővé.
Az Árpád dízelmotorkocsi születése a véletlenek szerencsés egybeesése és  a jó üzleti érzék eredménye volt. Így lett ez a motorkocsi korabeli  nevén Árpád sínautóbusz a magyar vasúti járműgyártás napjainkig egyik  legnagyobb büszkesége.

## Története
A MÁV a nagy gazdasági világválság idején nagy díjszabási elszámolási tartozást halmozott fel Belgiummal szemben. A tárgyalások során a felek megállapodtak, hogy a tartozás kiegyenlítése áruszállításokkal történik. A Belga Vasút ebben az időben határozta el a személyforgalom motorosítását, ehhez külföldi partnereket keresett, így kézenfekvő volt, hogy a Ganz gyár részesüljön a szállításokban. A belga vasút szigorú feltételként szabta meg a 6 lóerő/tonna teljesítménydotációt. A követelmények kielégítésére a Ganz gyár vagontervezési osztályán egy könnyűszerkezetű forgóvázas motorkocsit terveztek, amelynek meghajtására Jendrassik György egy 220 lóerő teljesítményű hathengeres dízelmotort fejlesztett ki. A belga motorkocsiból csak egy példány épült, de a gyár vezetői, Práger Pál vezérigazgató, Klein Ferenc műszaki vezérigazgató-helyettes és Zámor Ferenc vagongyári igazgató felismerték a konstrukcióban rejlő lehetőségeket, és lehetővé tették, hogy a gyár a belga motorkocsi tervei alapján saját kockázatára egy hazai viszonyoknak megfelelő konstrukciót dolgozzon ki és két kísérleti példányt megépítsen.
Az új motorkocsi tervezését Baránszky-Jób Imre vezetésével 1933 májusában kezdték meg és a számos innovatív megoldást tartalmazó motorkocsi 12 hónap alatt, 1934 májusára készült el. A motorkocsi alváza és szekrényváza újdonságnak számító krómacélból készített könnyű hegesztett rácsszerkezet volt.
A jármű egy hajtott és egy futó forgóvázon futott, amelyek mindkét menetirányban 110 km/h legnagyobb sebesség elérését tették lehetővé. A forgóvázak egylépcsős rugózással himbaszerkezet nélkül készültek, triplex csavarrugós felfüggesztéssel. A hordrugók a csapágytokokra függesztett alsó himbagerendára támaszkodtak, csökkentve a torziós igénybevételeket. A motorkocsi teljes meghajtó és segédüzemi gépi berendezését a hajtott forgóvázba építették be, így hiba esetén a járművet csak a forgóvázcsere időtartamára kellett a forgalomból kivonni. Az erőátviteli lánc a VI JaR170 típusú dízelmotortól a fogaskerekes irányváltóval egybeépített szárazlemezes súrlódó főtengelykapcsolón, négyfokozatú sebességváltón, mechanikus kardántengelyeken és kúpkerekes tengelyhajtóműveken útján hajtotta meg a két kerékpárt. A Lehel Viktor által tervezett sebességváltóban a behajtótengelyre, előtéttengelyre és kihajtótengelyre szerelt edzett krómnikkel fogaskerekek egymással állandóan kapcsolódtak, a kiválasztott sebességi fokozatnak megfelelő erőfolyamot sűrített levegővel működtetett soklemezes súrlódó tengelykapcsolók biztosították. A motorkocsi dízelmotorja és hajtott forgóváza innovatív megoldásaival 1937-ben elnyerte a Közép-európai Vasútegylet nagydíját.
A meggyvörös és krémsárga színezésű motorkocsi, akkori meghatározása szerint sínautóbusz, formáját a lehető legkisebb légellenállás figyelembevételével alakították ki. Az oldalfal síkjába simuló beszálló ajtókat az ajtószárnnyal együtt működtetett billenő lépcsők egészítették ki. Az alváz alatti berendezéseket szoknya burkolta. A kocsiszekrény sínfej feletti magassága mindössze 3300 mm volt. Az egyterű utasteret 72 kényelmes ikerüléssel rendezték be. A formai kialakítás helyességét később az angliai croydoni repülőgépkísérleti intézet szélcsatornájában végzett kisminta mérések is igazolták. A jármű formatervezője Szablya-Frischauf Ferenc iparművész volt, a belső tér dizájnja Mináry Pál belsőépítész nevéhez kötődik.
Az Árpád 1934. június 4-én teljesítette az első üzemi futópróbát. A próba eredményei igazolták a mérnökök számításait: a motorkocsi a 110 km/h üzemi sebességet 5200 m hosszon 248 másodperc alatt érte el, és 128 km/h végsebességre gyorsult fel. A forgóvázak a teljes sebesség tartományban biztosították a nyugodt futást. A sikeres üzemi próbát követően az Árpád 1934. július 21-én teljesítette a műszakrendőri próba követelményeit, majd ezt követően a MÁV 20 pályaszámmal állagba vette. A jármű hivatalos bemutatóját 1934. augusztus 30-án tartották Budapest és Komárom között. Ezt követően az Árpád nemzetközi bemutató utakon vett részt. 1934 szeptemberében Ausztriában a két ország egy-egy minisztere és vasúti vezetői jelenlétében a híres semmeringi pályán mutatkozott be. A motorkocsi Bécsből 83 perc alatt ért fel a pálya csúcsára, két közbenső indítással 25 ezrelékes emelkedőn, ahol 150 másodperc alatt gyorsult fel 50 km/h sebességre. 1934. októberben az Árpád Lengyelországban járt a Budapest–Varsó–Łódź–Varsó–Zakopane–Katowice útvonalon. Visszafelé úton a csehszlovák vasút vezetőinek mutatkozott be Prágában és Brünnben. A hazai és külföldi próbák minden várakozást felülmúló sikerei igazolták a Ganz gyár vezetőinek merész elhatározását és a MÁV a két motorkocsi átvételéről döntött egyenként 160 000 pengő vételár ellenében. Az Előd nevű, 21 pályaszámú második motorkocsi műszakrendőri próbáját 1934. november 20-án tartották, így 1934. decemberre minden készen állt a forgalom felvételére. A menetrendszerű forgalom rögtön nemzetközi meneteket jelentett: az Árpád és az Előd a Budapest - Bécs viszonylatban keltett nagy érdeklődést. A reggeli Á802 járat 7.12-kor indult Budapest Keleti pályaudvarról és egy rövid megállással Hegyeshalomban 10.10-kor érkezett Wien-Ost állomásra. Visszaúton az A801 járat 20.15-kor indult Bécsből és 23.13-kor érkezett a Keletibe. Az Árpád 2 óra 58 perc menetidejével és 92,2 km/h utazósebességével messze megelőzte korát és joggal nevezhető a mai EuroCity vonatok előfutárának.
A bécsi menet gazdaságosság és 90% feletti üzemkészségi mutatója igazolta a MÁV vezetőinek döntését a motorkocsik megvásárlásáról, mi több, 1935 elején két további motorkocsit rendeltek a Ganz gyártól. A két új motorkocsi konstrukciós kivitele alapvetően megegyezett az Árpád motorkocsival, jelentősebb eltérés a hajtott forgóváznál történt. Az Árpád hajtott forgóvázának tengelytávolsága 3950 mm, a futó forgóvázé 2500 mm volt, ami a két menetirányban történő haladáskor eltérő futási jellemzőket eredményezett. Az eltérések csökkentésére ezért a második sorozatú motorkocsiknál a futó forgóvázak tengelytávolságát 3400 mm-re növelték. A 22 pályaszámú Huba és 23 pályaszámú Tas nevet viselő motorkocsik rövid idő alatt elkészültek és 1935. június 27-én megtarthatták műszakrendőri próbájukat. A belföldi gyorssínautóbusz üzem az 1936. évi nyári menetrendben indult meg Budapest-Keleti és Nyíregyháza között. Ezt követte a Budapest–Szeged közötti forgalom megindítása az 1936. évi téli menetrendben. 1937-ben két további motorkocsival bővült a flotta. 1937. június 16- án vizsgázott a 24 pályaszámú Szent István, majd röviddel ezt követően, június 24-én a 25 pályaszámú Szent László nevű motorkocsi. A két új motorkocsi forgalomba állítása tette lehetővé a Budapest–Pécs közötti forgalom megindítását az 1937. évi nyári menetrendben, majd a Budapest–Kiskunhalas viszonylatét a téli menetrendben, napi egy-egy vonatpárral. Kárpátalja visszacsatolásával a Budapest–Nyíregyháza járatot meghosszabbították Ungvárig. 1939 végén a Szent István motorkocsit kísérleti automata sebességváltó berendezéssel látták el, amely mentesítette a járművezetőt a sebességváltás feladataitól. Lehetővé téve, hogy több figyelmet fordítson a pálya megfigyelésére, ezáltal növelve a biztonságot. 1940. április 2-án állt forgalomba a sorozat utolsó, 26 pályaszámú, hetedik tagja, a nagy király születésének közelgő félezer éves jubileuma tiszteletére Mátyás Király névre keresztelt motorkocsi. Az így kibővült állomány tette lehetővé az 1939. évi téli menetrend bevezetésétől megszüntetett Budapest - Bécs nemzetközi járat helyett a Duna Express elnevezésű új járat megindítását Budapest és az új szlovák állam fővárosa, Pozsony között. A járat a 217 kilométer távolságot két közbenső megállással 2 óra 30 perc alatt tette meg, 87 km/h utazósebességgel. 1940 telén új járat indult Kolozsvárra, 1941 nyarától Újvidékre és 1941 telétől Munkácsra. A MÁV sikeres gyorssínautóbusz üzemének a hazánk területét elérő második világháború vetett véget. Az Árpád gépészeti berendezéseivel, de módosított szekrény szerkezettel még egy motorkocsit állított forgalomba a MÁV 1936 januárjában. A MÁV 49-es pályaszámú, Lél nevű szalonmotorkocsit a Ganz gyár Gömbös Gyula miniszterelnök számára építette. A Lél 1973-ig teljesített szolgálatot. Megőrzött kocsiszekrénye ma az Istvántelken áll lepusztult állapotban.

## Nemzetközi szereplés
Az Árpád hazai sikere és külföldi bemutató útjai számos vasúttársaság figyelmét felkeltették és biztosították a Ganz gyár részvételének lehetőséget nemzetközi tendereken. Az első nemzetközi siker Európán kívül, Egyiptomban született. Az Egyiptomi Államvasutak 1934 tavaszán versenytárgyalást hirdetett meg korszerű motorkocsik beszerzésére a leromlott állapotú Kairó–Szuez vasútvonal személyforgalmának lebonyolítására. A pályázatra jelentkező 14 cég közül az ESR nagy meglepetésre a Ganz gyár ajánlatát minősítette a legmegfelelőbbnek és 1934. júliusban 10 Árpád rendszerű gyorsmotorkocsit rendelt. A megrendelés felvételétől számított egy év alatt elkészült motorkocsik az Árpád típus légkondicionált változatai voltak, a szűkebb egyiptomi űrszelvénynek megfelelő módosításokkal. Az európai kontinensen elsők közé számító légkondicionáló berendezés a Ganz gyár saját fejlesztése volt. A motorkocsik futópróbáit 1935. június 18. és szeptember 21. között a Budapest - Hegyeshalom vasútvonalon tartották, a 10 motorkocsi összesen 9200 km futást teljesített. Az első Ganz motorkocsik 1935. október 12-én álltak forgalomba és a 10 kocsi futásteljesítménye 1937 közepére elérte az egymillió kilométert. A motorkocsik teljesítményével teljes mértékben elégedett vasút az 1936. márciusban kiírt tendert is a Ganz gyárnak ítélte oda, így a gyár még ugyanazon év végén megkezdhette a 10 iker motorkocsi szállítását. Az iker motorkocsik az Árpád megkettőzései voltak, egyik végükön vezetőállással, másik végükön zárt átjáróhíddal. Az iker motorkocsik számára a Ganz gyár elektro-pneumatikus többes vezérlési rendszert fejlesztett ki, amellyel megalapozta a későbbi motorvonatok elterjedésének lehetőségét. A Ganz gyár 1937 decemberében egy harmadik megrendelést is kapott Egyiptomból, ezúttal két Árpád rendszerű poggyászteres motorkocsi szállítására. A Ganz motorkocsik export sikereihez nagymértékben hozzájárult az angol Metropolitan-Vickers céggel kötött megállapodás, melynek értelmében a Ganz gyár lemondott a villamos mozdonyok fejlesztéséről, az angol gyár pedig vállalta a Ganz motorkocsik képviseletét az angol érdekeltségű országokban és vasutaknál.
Az Árpád család következő nagy sikere az Argentin Államvasút (Estado) 25 motorkocsira kiírt versenytárgyalásának megnyerése volt. A távoli vasút számára a Ganz gyár korábban ismeretlen volt, termékeit csak a szakirodalomból ismerte, ezért egy mérnökét tapasztalatszerzés céljából elküldte Magyarországra. A Ganz gyár ajánlata és a mérnök jelentése oly meggyőző volt, hogy a vasút 1935. január 14-én nem 25, hanem 34 motorkocsi szállítását rendelte meg a gyártól. Az Árpád típus konstrukciós megoldásain alapuló Estado motorkocsik három különböző nyomtávra, 8 változatban készültek. Az első motorkocsik 1936 március 31-én álltak forgalomba Argentínában, az utolsó 1937. április elején kezdte meg az üzemet. A 34 motorkocsi 1940 végéig több mint 8 millió km futást teljesített. A motorkocsik sikeres üzeme eredményeként az Estado vasút 1937 elején versenytárgyalás nélkül további 38 hasonló motorkocsit rendelt a Ganz gyártól, 5 változatban. Az első 1000 mm nyomtávolságú motorkocsik 1938. április 12-én kezdték meg az üzemet. Három motorkocsi kiszállítására a háború kitörése miatt már nem kerülhetett sor, ezek átépítés után a MÁV-nál álltak forgalomba 1952 második felében, Aamot 320–322 pályaszámokkal. Árpád rendszerű motorkocsik készültek 1936-ban a spanyolországi Hierro del Norte vasúttársaság megrendelésére. Az 1674 mm nyomtávolságú, 81 ülőhellyel berendezett motorkocsik 2100 mm-rel hosszabbak voltak, mint az eredeti típus, ennek megfelelően forgócsap távolságuk is 17 500 milliméterre növekedett.
A spanyol polgárháború kitörése miatt a motorkocsik Hamburgban rekedtek, és csak a háború befejeződése után, 1937 második felében kerültek a megrendelőhöz. Egy Norte motorkocsi ma a spanyol vasút madridi múzeumában látható. Az Árpád család számos egzotikusnak mondható üzemeltető mellett két szomszédos országban is megszokott látvánnyá vált. Romániában a Ganz gépi berendezéssel ellátott motorkocsik hamar népszerűvé váltak, és a bukaresti gépgyár tulajdonosa, Nicolae Malaxa kezdeményezésére 1936-ban licencmegállapodás született Ganz rendszerű mellékvonali motorkocsik romániai gyártására. A megállapodás részeként a Ganz gyár egy udvari szalon motorvonat terveit dolgozza ki. A Ganz tervek alapján a Malaxa gyár 1936 végére készítette el a REGAL elnevezésű iker-motorkocsit, amely lényegében két Árpád rendszerű motorkocsi összekapcsolásából állt, Jacobs rendszerű forgóvázzal a kapcsolt kocsivégeken. Az aradi Astra vagongyár 1935-ben egy Árpád típusú motorkocsit épített az eredeti Ganz tervek alapján. A gyári száma alapján 20010 pályaszámmal ellátott bemutató motorkocsit, miként az az Árpáddal is történt, később átvette a CRF és egy nagyobb sorozat első tagjaként állította forgalomba. Az együttműködés továbbfejlesztéseként a Malaxa 1937. február 1-jén három, az egyiptomi motorkocsik mintájára tervezett iker-motorkocsi megtervezését és gépi berendezéseinek szállítását rendelte meg. A három iker-motorkocsit 1937 júliusban állították forgalomba a Bukarest–Constanta és Bukarest–Brassó viszonylatokon. Az aradi Árpád és az iker motorkocsik sikere eredményeként a CFR a gyorsmotorkocsi üzem széles körű kiterjesztését határozta el.
A Malaxa gyár a Ganz konstrukció alapján egyedül futó és iker motorkocsik terveit dolgozta ki és 1939-ben megkezdte gyártásukat. 1951-ig összesen 42 egyedül futó és 13 iker módosított Árpád kivitelű motorkocsit gyártott, amelyek közül számos példány ma is üzemel, egy Szovjetunióba jutott példány pedig ma a szentpétervári vasúti múzeumban látható. Az Árpád motorkocsik másik Közép-európai üzemeltetője a németek által létrehozott Szlovák Állam vasútja volt. A Slovenska Zeleznica 1941. április 28-án két Árpád típusú motorkocsit rendelt a Ganz gyártól. A két M283 sorozatjelű Vatupluk motorkocsi 1942 július elején Tatranský Express névvel álltak forgalomba Pozsony és Poprád között. 1944 elején két további motorkocsit szállított a Ganz gyár Szlovákiába. A négy motorkocsit 1945-ben a Csehszlovák Államvasutak vette át. A két utolsó Vatupluk motorkocsit 1963-ban selejtezték. A Ganz gyár és a Metropolitan-Vickers gyár közötti megállapodás részeként az angliai konszern vasúti kocsigyára, a Metropolitan Cammel gyár a Ganz gyár közreműködésével 1937-ben egy Ganz gépi berendezéssel ellátott bemutató motorkocsit épített. A Metro-Cammel motorkocsi megjelenésében az Árpád motorkocsira emlékeztetett, de természetesen az angliai vasúti űrszelvény és jellegzetességek megtartásával. A motorkocsival 1937. június 29. és július 1. között több bemutató menetet tartottak, amelyeken 14 vasúttársaság és a sajtó képviselői vettek részt.
A motorkocsit 1939-ben a London North Eastern vasúttársaság vette bérbe, majd 1945 után azt 1600 mm nyomtávra átépítve az Ír Köztársaság vasútja vásárolta meg. A második világháború végéig mintegy 215 darab, az Árpád család tagjának minősíthető motorkocsi épült és állt forgalomba.

## Selejtezések
A MÁV Árpád típusú motorkocsijainak sorsa a háború után igen eltérően alakult. Az Árpád, a Huba és a Mátyás Király Budapest Déli pályaudvaron a háború áldozatává vált. A MÁV a kocsik újjáépítését tervezte, de a körülmények ezt nem tették lehetővé, a három roncs járművet hivatalosan 1954–1955-ben törölték az állagból. A 21-es pályaszámú Előd és a 25-ös pályaszámú Szent László Ausztria szovjet megszállási övezetében volt üzemképes állapotban. A Szent Lászlót a Vörös Hadsereg parancsnoksága vette igénybe A-10 pályaszámmal. A motorkocsi 1946. október 26-án kiégett, helyette a szovjet parancsnokság az ABam 759 pályaszámú román Árpádot vette használatba. Az Előd T144.525 hadizsákmány pályaszámot kapott, majd egy járműcsere megállapodás keretében 1945. augusztus 29-én hazatért. Itthon Koszov szovjet tábornok utasítására a MÁV Dunakeszi Főműhely szalon motorkocsivá építette át. A motorkocsit a szovjet hatóságok 1948. augusztus 29-én átadták a MÁV-nak, ahol az 48 pályaszámmal különcélú motorkocsiként közlekedett. 1969. február 6-án ütközéses balesetet szenvedett és ugyanazon év végén selejtezték. A 24-es pályaszámú Szent István 1945 után a Csehszlovák Államvasutak területén tartózkodott, további sorsa nem ismert. A háború végén a MÁV állományában csak egy üzemképes Árpád, a 23-as pályaszámú Tas maradt. A motorkocsit, mint egyedi járművet, a MÁV 1958. július 26-án járműcsere keretében átadta a Győr-Sopron-Ebenfurthi Vasútnak. A motorkocsit szabványos sarokütközőkkel látták el, így az alkalmassá vált személykocsik vontatására. A Tas hasznos szolgálatot teljesített a Sopron és Győr közötti gyorsvonati forgalomban, később a Fertővidéki HÉV ausztriai szakaszán. A 23-as pályaszámú Tas motorkocsit a GYSEV hivatalosan egy 1975. március 3-ai rendelettel selejtezte. A motorkocsit a Közlekedési Múzeum ipari műemlékké nyilváníttatta, így az megmenekült a vágópisztolyoktól. A védett motorkocsit a MÁV História Munkabizottság kezdeményezésére, a Ganz-MÁVAG gyár közreműködésével a MÁV Szolnoki Járműjavító Üzem 1987 közepére újból üzemképes állapotra hozta. Az eredeti meggyvörös-krémsárga színekre fényezett motorkocsi a sorozat névadójára emlékezve az Árpád nevet kapta. Az újjáépített jármű, mint a nosztalgia járműpark büszkesége, 1987. augusztus 14-én mutatkozott be. A Budapest Nyugati pályaudvar és Vác között megtartott bemutató meneten részt vett Baránszky-Jób Imre főmérnök, a motorkocsi egyik vezető tervezője is. A megújult Árpád azóta számtalan különmenetet teljesített, és nagyszámú eseményen, hazai és külföldi rendezvényen képviselte az egykor oly' nagy hírnévre szert tett magyar vasúti járműipart és a megalkotáshoz, valamint az üzemeltetéséhez a kiemelkedő szaktudásukkal hozzájárult kiváló szakembereket.

## Az utolsó fennmaradt példány
A MÁV 23 pályaszámú gyorsmotorkocsit 1935-ben készítette a Ganz gyár 80143 gyári számmal. A motorkocsi a Tas nevet viselte. Hatósági járművizsgáját 1935. június 27-én tartották. 1958. júliusban, mint a sorozat egyetlen túlélője, a GYSEV állományába került. Selejtezését követően értékes vasúttörténeti emlékként a MÁV Szolnoki Járműjavító Üzem 1987-ben felújította. A felújított motorkocsi emlékeztetőül a sorozat első járművére és híressé vált névadójára, az Árpád nevet kapta. 2021.januárjában a volt Északi Járműjavító Üzem egykori dízel csarnokába szállították át, az odaköltöző Közlekedési Múzeum későbbi időszaki kiállításának céljából. A jármű a dízelmotorja meghibásodása miatt jelenleg üzemképtelen.

### Képek a motorkocsiról

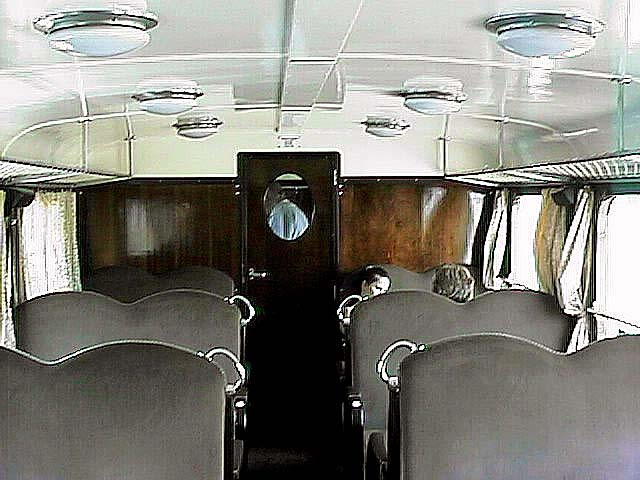
A sínautóbusz belső tere 2000. július 2-án
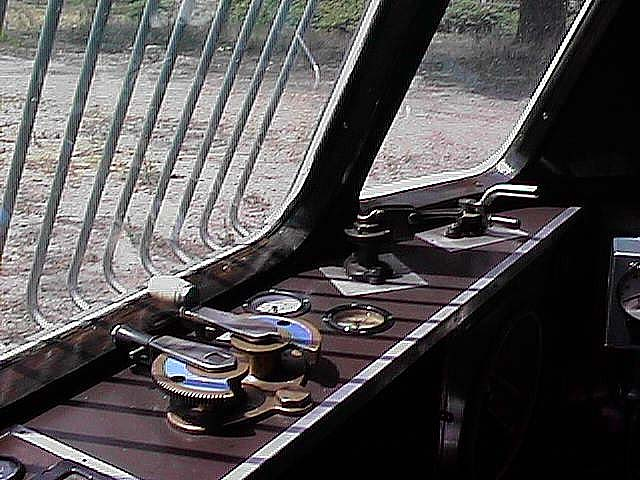
A B vezetőállás
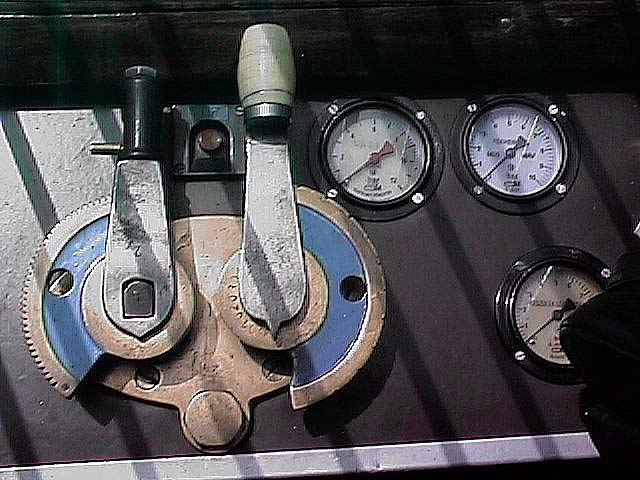
Vezérlők a B vezetőálláson
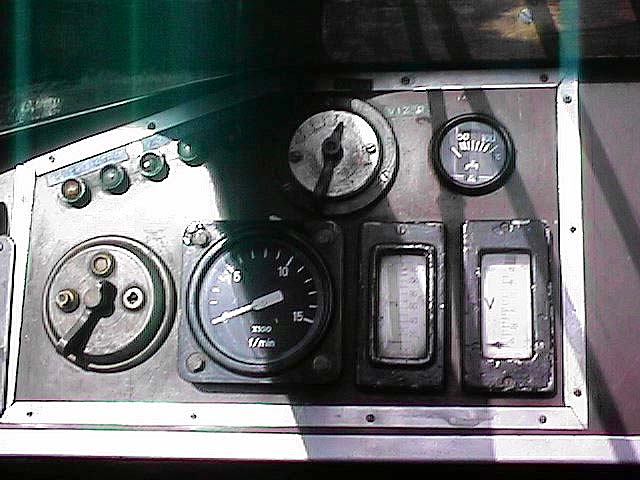
Műszerek az A vezetőálláson
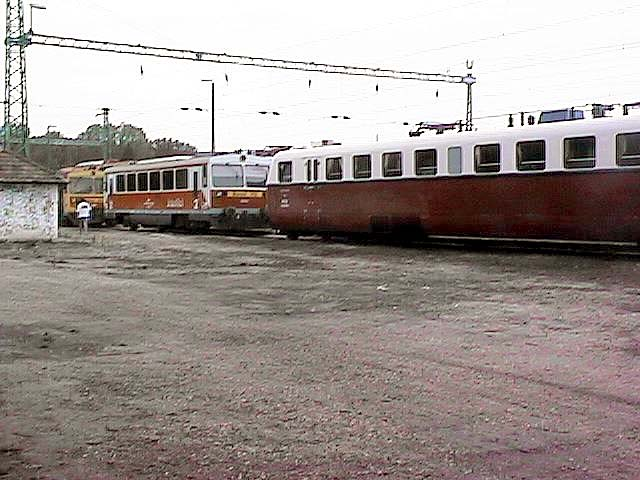
Az Árpád motorkocsi oldalnézetben. A „tetőn” látható áramszedők és elektromos berendezések a mögötte álló V63-156 mozdonyhoz tartoznak.